# 皇家莎士比亞劇院
皇家莎士比亞劇院（英語：Royal Shakespeare Theatre，RST）是英國的一座劇院，位於莎士比亞的出生地亞芬河畔史特拉福。劇院共有超過1,040個座位。皇家莎士比亞劇院開幕於1932年。2010年11月，在經過整修之後，皇家莎士比亞劇院重新開放。

## 外部連結
- 官方網站 （页面存档备份，存于）（中文）
- 官方网站 （英文）

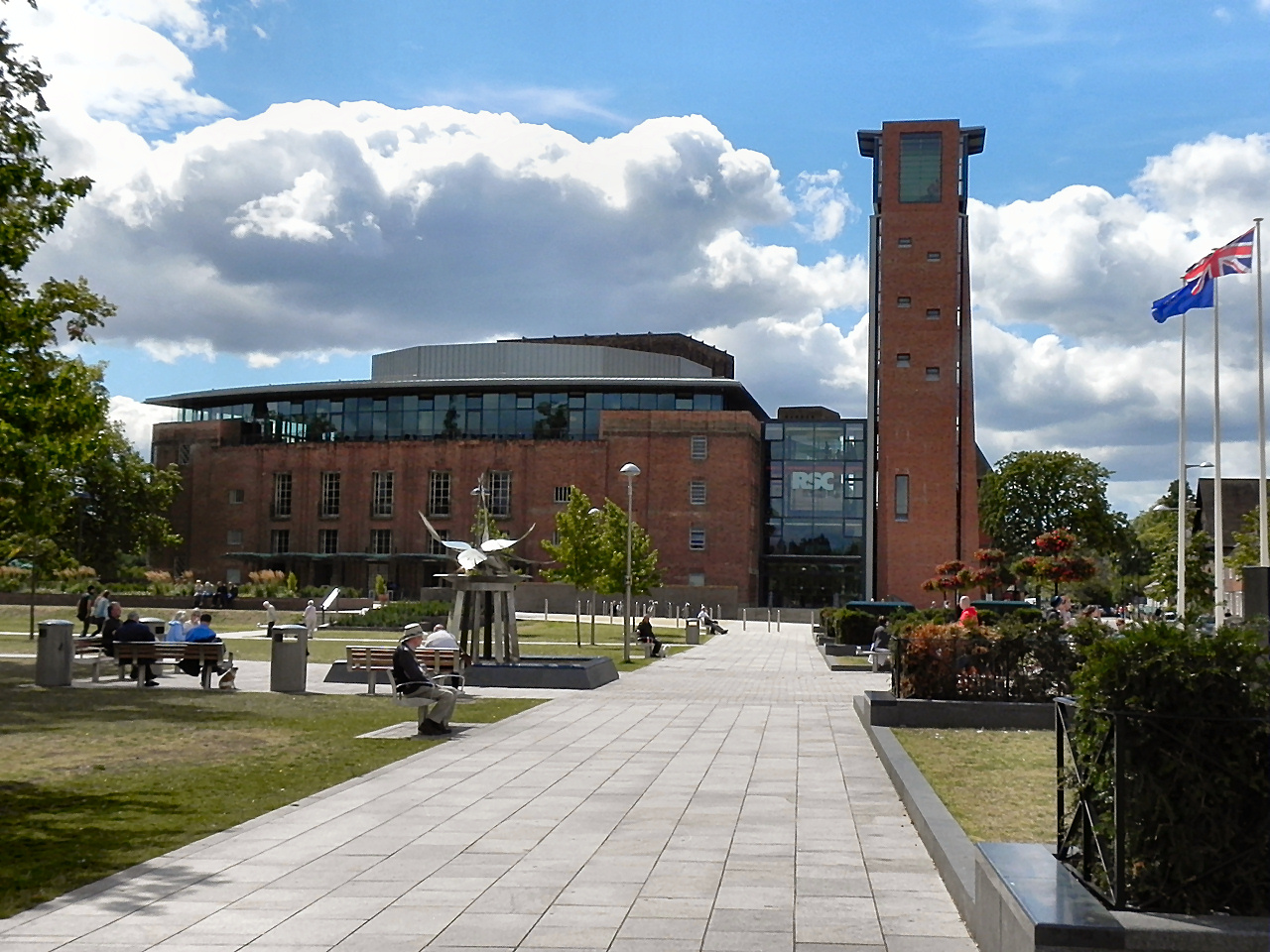
皇家莎士比亞劇院

- Jonathan Bate discusses the renovated Royal Shakespeare theatre
- ZPU Journal.ru – Bartoshevich Aleksey V. Stratford Theatre of Our Time: Is Shakespeare for Tourists? （页面存档备份，存于）

52°11′26″N 1°42′14″W / 52.1905°N 1.7039°W